# Roman Krogulski
Roman Jan Krogulski (10. června 1868 Řešov – 4. prosince 1936 Řešov) byl rakouský právník a politik polské národnosti z Haliče, na počátku 20. století poslanec Říšské rady; starosta Řešova.

## Biografie
Působil jako advokát a politik. Byl starostou Řešova. V době svého působení v parlamentu se uvádí jako advokát v Řešov.
Absolvoval gymnázium v Řešově a vystudoval práva na Jagellonské univerzitě, kde získal titul doktora práv. Měl v rodném městě advokátní kancelář. Od roku 1895 zasedal v městské radě, později byl náměstkem starosty a pak dlouhodobým starostou. Funkci starosty zastával od července 1913 do roku 1935. V období let 1906–1919 byl předsedou místní pobočky tělovýchovné organizace Sokol.
Působil také coby poslanec Říšské rady (celostátního parlamentu Předlitavska), kam usedl v doplňovacích volbách do Říšské rady roku 1912, konaných podle všeobecného a rovného volebního práva. Byl zvolen za obvod Halič 21. Zvolen byl 2. května 1912, nastoupil 14. května 1912 místo Leona Bilińského.
Uvádí se jako polský demokrat (Polskie Stronnictwo Demokratyczne). Po volbách roku 1912 byl na Říšské radě členem poslaneckého Polského klubu.
V letech 1914–1915 dočasně přesídlil do Vídně z obavy před ruskou invazí do Haliče. Po válce byl členem polské likvidační komise, která přebírala státní správu do služeb nového polského státu.